# Bălăușeri (gmina)
Bălăușeri – gmina w Rumunii, w okręgu Marusza. Obejmuje miejscowości Agrișteu, Bălăușeri, Chendu, Dumitreni, Filitelnic i Senereuș. W 2011 roku liczyła 4889 mieszkańców.